# イアリー 見えない顔
『イアリー 見えない顔』（イアリー みえないかお）は、前川裕による日本のサスペンス小説。
2016年11月26日にKADOKAWAより単行本が書き下ろし小説として発売された。2018年6月15日には角川文庫版が発売された。
2018年に、WOWOWでテレビドラマ化された。

## あらすじ
私立大学で教授を務める広川は、妻を原因不明の難病で亡くす。妻の葬儀から数日後、深夜にインターホンが鳴った。「ヤダ」と名乗る女に見覚えは無く、広川が玄関を開けたときには女の姿は消えていた。
広川の勤務先である恒星学院は、現総長が健康上の理由で次の総長選挙に立候補しないため、各学部で誰を総長候補に立てるか話し合われていた。法学部からは憲法学者の田島洋が立候補。文学部はこれを迎え撃つために世間の認知度の高い西本淳三の擁立を画策する。ところがほどなくして西本のアカデミックハラスメントスキャンダルが週刊誌に取り上げられ計画は座礁。文学部陣営では新たな候補者として仏上を擁立する。
コーヒー店で働く六道菜々美は、アルバイト仲間の瑠偉からマルチ商法の勧誘を受ける。強引な勧誘を断れずにいたところに、弁護士の土田律子が現れて救われる。土田は菜々美の相談に乗り、新たな転職先を紹介する。
広川の向かいの家には、中学生の篠田栞が住んでいる。病気の栞の母は病院での治療を信用せず、「手翳し（てかざし）」という民間療法で自宅療養を続けていた。ある日、栞が広川のもとに相談に来る。病床にある筈の母が突然失踪し、それを探しに出かけた父までもが行方不明となったという。広川は一日だけ様子を見ることを提案するが、その後栞もいなくなってしまう。
混迷を深めた大学総長選挙、六道菜々美を救った弁護士の土田律子、行方不明になった篠田家、不審な人の死が続く街。一見何の関係もないと思われたこれらのことが一つの線で結ばれていく。

## 登場人物
広川（ひろかわ）
恒星学院の文学部教授。妻の死をきっかけに様々な事件に巻き込まれていく。
水島麗（みずしま れい）
恒星学院の国際関係学部講師。広川の義妹。
石田隆二（いしだ りゅうじ）
恒星学院の文学部教授。広川の大学院の同期。
西本淳三（にしもと じゅんぞう）
恒星学院の文学部教授。心理学者としてテレビ出演したこともある。総長選候補に推挙されるもスキャンダル発覚で頓挫。
仏上（ほとけうえ）
恒星学院の文学部教授。学部の長老教授。西本の代わりに総長選候補に推挙される。
篠田栞（しのだ しおり）
広川の向かいの家に住む中学生。母は体調不良で寝込んでいる。
橋本（はしもと）
小金井警察署の刑事。六道菜々美は妻の従妹の娘にあたる。
六道菜々美（ろくどう ななみ）
大手コーヒーチェーン店でアルバイトをしている。
土田律子（つちだ りつこ）
弁護士。六道菜々美をマルチ商法の強引な勧誘から救う。

## テレビドラマ
2018年8月4日から9月8日までWOWOWプライムの「連続ドラマW」枠で放送された。全6話。主演はオダギリジョー。
音楽は大間々昂によって手がけられ、2018年8月にAnchor Recordsよりオリジナル・サウンドトラックが発売された。

### キャスト
広川家
- 広川誠司 - オダギリジョー : 旺星学院大学文学部教授。
- 広川緋冴 - 月船さらら : 広川誠司の妻。
- 水島麗 - 仲里依紗 : 旺星学院大学国際関係学部講師。広川緋冴の実妹。
- 水島和美 - 内田春菊 : 広川緋冴と水島麗の実母。

旺星学院大学
- 石田隆二 - 筧利夫 : 旺星学院大学文学部教授。広川の先輩。
- 西本淳三 - 佐戸井けん太 : 旺星学院大学文学部教授。テレビコメンテーター等も務めるタレント教授。
- 仏上健治郎 - イッセー尾形 : 旺星学院大学文学部教授。
- 三橋伸一 - 羽田真 : 旺星学院大学文学部教授。
- 旺星学院大学文学部教授 - 池浪玄八
- 田島耕三 - 中村育二 : 旺星学院大学法学部教授。総長選に立候補。

篠田家
- 篠田敦 - 生津徹 : いこいタウン住人。広川家の隣人。
- 篠田梓 - 相築あきこ : いこいタウン住人。篠田敦の妻。体調不良で寝込んでいる。
- 篠田栞 - 山田杏奈 : いこいタウン住人。篠田敦・梓夫妻の一人娘。笠倉中学2年。

いこいタウン
- 田之倉久子 - 猫背椿 : いこいタウン住人。ゴミ回収日に他家のゴミを開封チェックする。
- 八多君枝 - 最所美咲 : いこいタウン住人。深夜に広川家のインターホンを押したがその直後に失踪。

西多摩署
- 橋本彰吾 - 田中要次 : 西多摩署刑事。六道菜々美の実父。
- 野村修二 - 山中聡 : 西多摩署刑事。橋本の後輩。
- 西多摩署刑事 - 岡本智礼 : 橋本の後輩。
- 西多摩署刑事課長 - 中野英樹 : 橋本の上司。
- 法医学医師 - 石橋徹郎

その他
- 六道菜々美 - 黒島結菜 : 看護師。橋本彰吾の実娘。ホストクラブに通う。
- 星夜 - 佐藤流司 : ホスト。六道菜々美が入れ込む。
- 松崎瑠偉 - 泉はる : 六道菜々美の学生時代の同級生。六道菜々美をマルチ商法に勧誘する。
- 土田律子 - 真琴つばさ : 弁護士。六道菜々美をマルチ商法の強引な勧誘から救う。
- 田畑紀夫 - 佐々木一平 : 悠林コールセンターセンター長。土田律子のアシスタント。
- 中尾みすず - 森七菜 : 笠倉中学2年。篠田栞の同級生。クラスでイジメを受けている。
- 麻木真菜 - 柿本朱里 : 笠倉中学2年。篠田栞の同級生。イジメの中心的人物の1人。
- 煌臨会職員 - ぼくもとさきこ
- 警察官 - 米本亮太朗
- 仏上吉治 - 龍坐 : 仏上健治郎の父。煌明院で手重ねという民間療法を行っていた。
- 仏上吉治の妻 - 橋本美和
- 仏上健治郎（少年時代） - 細井鼓太
- 大西 - 横田栄司 : 煌明院の治療で息子を失った。

### スタッフ
- 脚本 - 武井彩
- 音楽 - 大間々昂
- プロデュース - 井上衛、橘佑香里、森井輝
- 監督 - 森淳一
- 制作協力 - ROBOT
- 製作著作 - WOWOW

### 放送日
| 各話   | 放送日  |
| ------ | ------- |
| 第1話  | 8月04日 |
| 第2話  | 8月11日 |
| 第3話  | 8月18日 |
| 第4話  | 8月25日 |
| 第5話  | 9月01日 |
| 最終話 | 9月08日 |

| WOWOW 連続ドラマW 土曜オリジナルドラマ           | WOWOW 連続ドラマW 土曜オリジナルドラマ        | WOWOW 連続ドラマW 土曜オリジナルドラマ                     |
| 前番組                                           | 番組名                                        | 次番組                                                     |
| ------------------------------------------------ | --------------------------------------------- | ---------------------------------------------------------- |
| ダブル・ファンタジー （2018年6月16日 - 7月14日） | イアリー 見えない顔 （2018年8月4日 - 9月8日） | コールドケース2 〜真実の扉〜 （2018年10月13日 - 12月24日） |